# Lauberhornrennen
Lauberhornrennen är en alpin störtloppstävling i Wengen i kantonen Bern i Schweiz. Den utförs årligen i januari månad, som del av herrarnas alpina världscup. Den 4,5 kilometer långa tävlingsbanan är lagd utför berget Lauberhorn.
På senare år har störtloppet arrangerats i kombination med tävlingar i slalom och alpin kombination samma helg. Då benämns alla loppen tillsammans som Lauberhornrennen (detta tyska ord kan både betyda Lauberhornloppet och Lauberhornloppen), medan störtloppstävlingen på tyska ofta marknadsförs som Lauberhorn-Abfahrt ('Lauberhornstörtloppet').

## Bansträckning
Starten för loppet ligger 2 315 meter över havet och målet på 1 287 meter över havet; detta motsvarar en höjdskillnad på 1 028 meter. Banan är cirka 4 480 meter lång med en maximal lutning om 36 grader (enligt uppgifter i december 2017). Den minsta lutningen under loppet är på 6 grader.
De olika sektionerna utefter banan har (liksom i Kitzbühel) egna namn. Dessa är, räknade uppifrån starten:
- Russisprung – namngiven efter ett konstgjort hopp som från början byggts i banan av Bernhard Russi för en TV-film.
- Traversenschuss – hastigheten ökar från 100 till 130 km/h på mindre än fem sekunder.
- Hundschopf – en trång och klippbemängd passage.
- Mindschkante – en kombination av hopp, kuva, vägval och utmaning. Namngiven efter Joos Minsch från Graubünden, som här hamnade vid sidan av banan och fick stopp först vid bergbanan. Resultat: brutet höftben och nio veckor på sjukhus.
- Alpweg med Kernens S-kurva – börjar utefter den tre meter breda "alpvägen", varefter åkaren vid en snäv vänsterkurva måste sakta ner till runt 75 km/h och hålla den hastigheten i 20 sekunder. 2003 års vinnare Bruno Kernen kom tillbaka in i tävlingen efter att först hamnat i och därefter studsat ut från skyddsnätet och in på banan igen.
- Vattenstationen – en trio svåra passager, där hastigheten ligger runt 95 km/h.
- Langentrejen – en flack raksträcka där lopp kan vinnas eller förloras.
- Hanneggschuss – ytterligare en brant sektion. Störtloppsspecialister kan genom ihopkrupen fartställning komma upp i 140 km/h.
- Seilersboden – en kortare, flack raksträcka och mellansektion.
- Silberhornhoppet (Silberhornsprung)– ett hopp som skapades först 2003 och där TV-bilder ofta har berget Silberhorn i bakgrunden.
  - Österrikiska hålet/Wegscheide – en före detta sektion som 2003 ersattes av ovanstående. Den myntades efter tävlingen 1954, då de tre österrikiska favoriterna Toni Sailer, Anderl Molterer och Walter Schuster alla tvangs bryta loppet efter tre hopp i tät följd.
- Slut-S:et – en S-kurva med tre snäva och ofta både isiga och knöliga svängar. Kommer efter cirka två minuters åkning.
- Målschussen – med ett avslutande hopp, som på senare år gjorts mindre utmanande.
- Målfållan – som kommer abrupt och hastigt och där åkaren på 100 meter måste sakta ner från cirka 100 km/h.

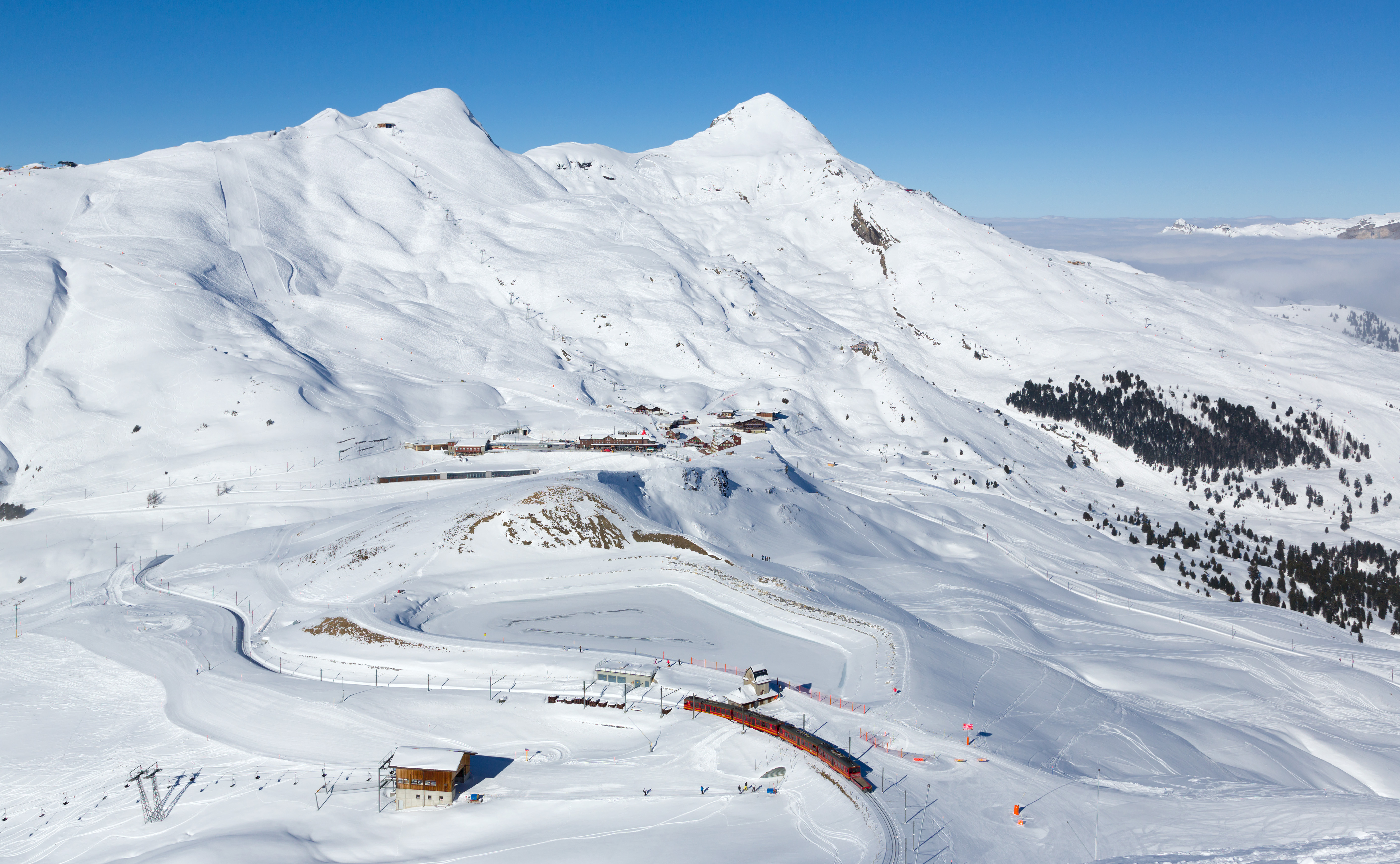
Lauberhorn, som gett tävlingen dess namn. Bergbanan syns i bild.
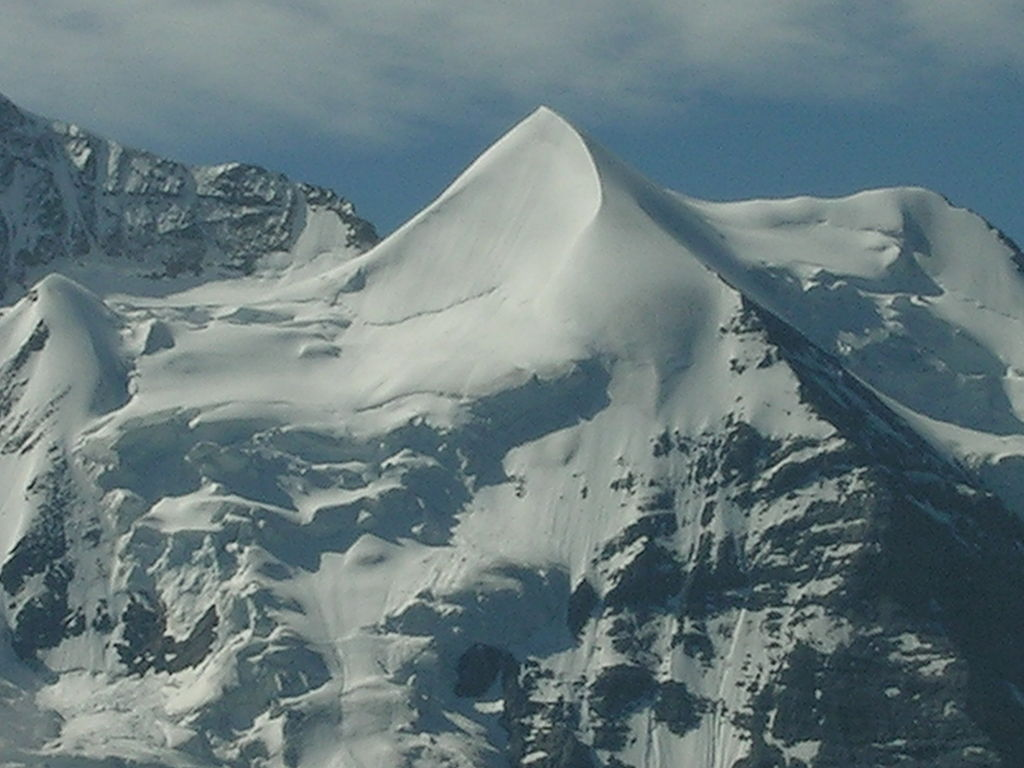
Silberhorn, fond till tävlingen.
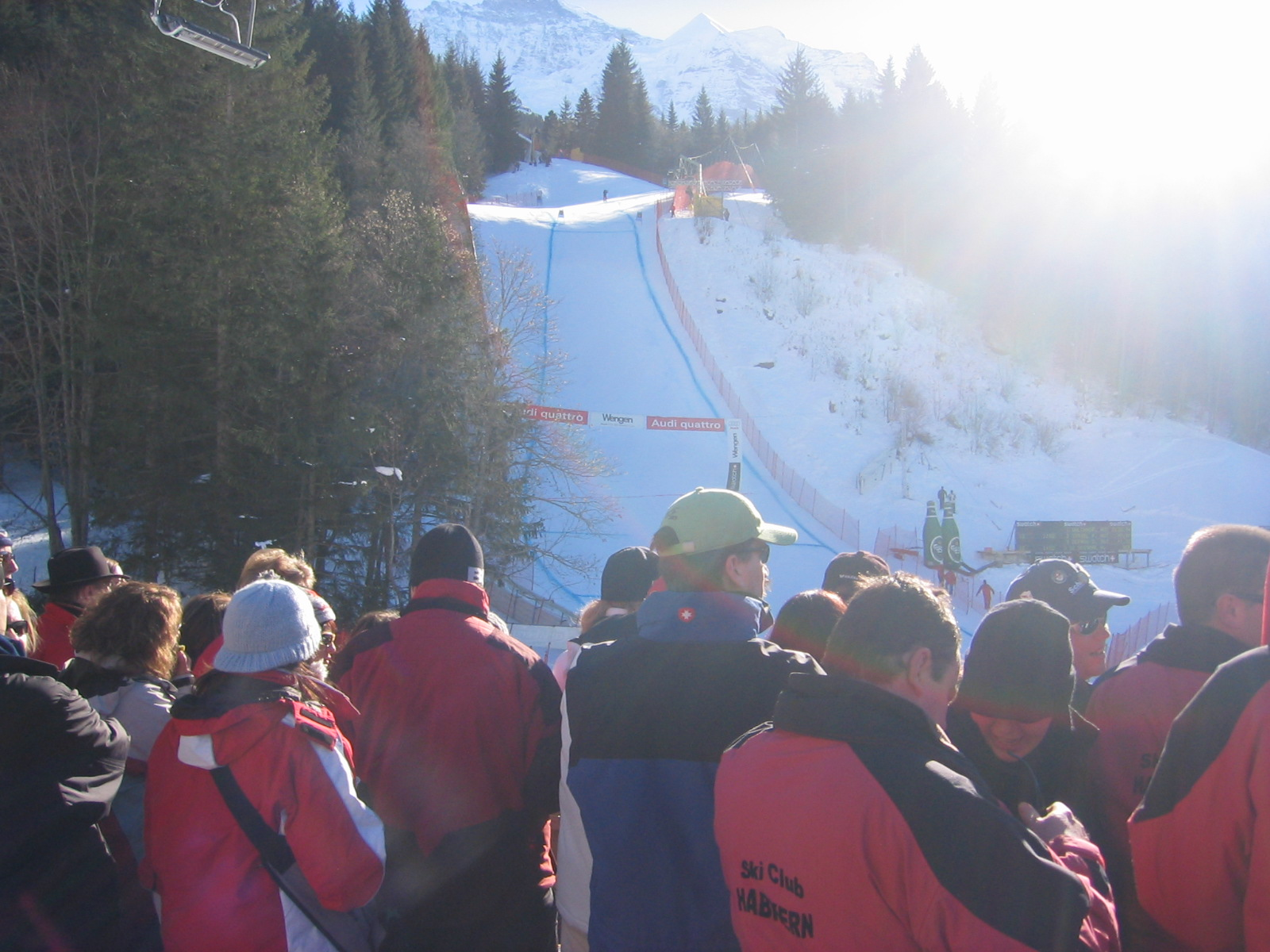
Målschussen vid 2006 års lopp.

## Historik

### Översikt
Lauberhornrennen körs i mitten av januari varje år sedan 1930. Loppet har av olika anledningar fått ställas in några gånger sedan starten.
Det första Lauberhornrennen 1930 vanns av schweizaren Christian Rubi, med L.F.W. Jackson, Storbritannien och Bill Bracken, Storbritannien på andra respektive tredje plats.
Snabbaste tiden genom tiderna sattes 2025 av Marco Odermatt: 2:22,58.
Den 19 januari 2013 satte Johan Clarey fartrekord med 161,9 km/h, den högsta uppmätta hastigheten för störtlopp.

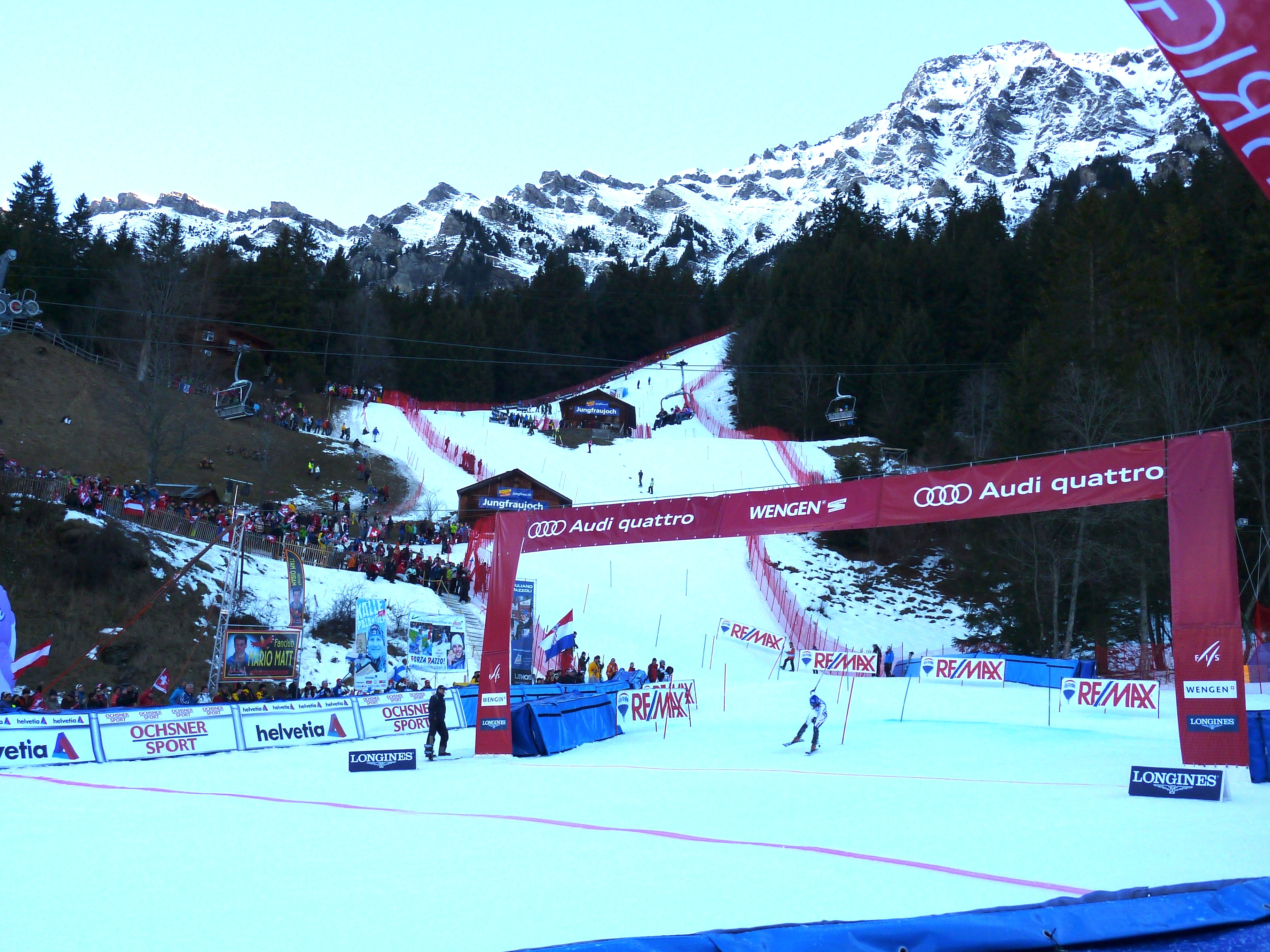
Bild av slalombanan, där kombinationstävlingen under Wengen-veckan genomför sitt slalomlopp.

På senare år har också en kombinationstävling med slalom avgjorts i anslutning till störtloppet. Men det är det separata störtloppet som avgörs på söndagen som är det egentliga Lauberhornrennen.

### Rekord
Nedan listas de olika banrekorden i den nuvarande världscupbacken, från 1954 och till den senaste rekordnoteringen 2025:
- 1954 – 3:23,2 – Christian Pravda
- 1956 – 3:21,6 – Toni Sailer
- 1961 – 3:13,9 – Guy Périllat
- 1966 – 3:02,76 – Karl Schranz
- 1969 – 3:01,60 – Karl Schranz
- 1975 – 2:35,19 – Franz Klammer
- 1980 – 2:30,56 – PeterMüller
- 1981 – 2:27,91 – Toni Bürgler
- 1989 – 2:25,76 – Marc Girardelli
- 1997 – 2:24,23 – Kristian Ghedina
- 2025 – 2:22,58 – Marco Odermatt

## Betydelse
Tillsammans med störtloppen i Kitzbühel (Hahnenkammrennen) och i Bormio (Stelvio) anses Lauberhornrennen vara det svåraste störtloppet i hela världscupen. Lauberhornrennen har det längsta av världscupens störtloppsbanor.
Enligt SVT:s experter skulle sannolikt inte tävlingen godkänts idag om den varit ny på programmet, på grund av alla smala passager och snäva säkerhetsmarginaler. Men tävlingen körs eftersom den är mycket traditionsrik.